# Chauncey Sparks
Chauncey Sparks (* 8. Oktober 1884 im Barbour County, Alabama; † 6. November 1968 in Eufaula, Alabama) war ein US-amerikanischer Politiker und Gouverneur von Alabama. Er war Mitglied der Demokratischen Partei.

## Frühe Jahre und politischer Aufstieg
Nach dem Tod seines Vaters zog Chauncey Sparks mit dem Rest seiner Familie ins Quitman County in Georgia. Er graduierte 1907 an der Mercer University und erhielt 1910 seinen Abschluss in Rechtswissenschaften und eröffnete eine eigene Anwaltspraxis in Eufaula. Danach war er als Richter am Amtsgericht des Barbour Countys zwischen 1911 und 1916 beschäftigt.
Sparks entschloss sich 1914 eine politische Laufbahn einzuschlagen, indem er als Schriftführer des Democratic Executive Committee von Barbour County bis 1918 tätig war. Danach wurde er 1919 in das Repräsentantenhaus von Alabama gewählt, wo er bis 1923 verweilte, sowie zwischen 1931 und 1939 erneut. Außerdem war er als Verwalter des Department of Archives and History zwischen 1920 und 1947 tätig. Sparks kandidierte 1938 für das Amt des Gouverneurs von Alabama, jedoch erlitt er eine Niederlage. 

## Gouverneur von Alabama
Am 3. November 1942 wurde er zum Gouverneur von Alabama gewählt und am 19. Januar 1943 vereidigt. Während seiner Amtszeit wurde das University Medical College gegründet, eine Forstwirtschaftsschule beim Alabama Polytechnic Institute eröffnet und die erste erdölfördernde Quelle in Alabama in Betrieb genommen. Seine Amtszeit brachte auch ein unerwartetes wirtschaftliches Wachstum hervor, was eine Folge der Kriegsverteidigungsausgaben war, und den Abbau der kriegsbedingten Probleme.

## Weiterer Lebenslauf
Sparks verließ am 20. Januar 1947 sein Amt. Er kandidierte noch einmal 1950 bei den demokratischen Vorwahlen für das Amt des Gouverneurs, jedoch scheiterte er wieder. Daraufhin zog er sich vom öffentlichen Leben zurück und ging seiner Beschäftigung als Anwalt in seiner Praxis in Eufaula nach. Er verstarb am 6. November 1968 und wurde auf dem Fairview Cemetery in Eufaula beigesetzt.